# Рихнава
Рихнава (слч. Richnava) насељено је мјесто са административним статусом сеоске општине (слч. obec) у округу Гелњица, у Кошичком крају, Словачка Република.

## Становништво
| Година:    | 1994. | 2004.    | 2014.    | 2024.    |
| ---------- | ----- | -------- | -------- | -------- |
| Број људи: | 1497  | 2055     | 2744     | 3528     |
| Разлика:   |       | +37,27 % | +33,52 % | +28,57 % |

| Година:    | 2023. | 2024.   |
| ---------- | ----- | ------- |
| Број људи: | 3434  | 3528    |
| Разлика:   |       | +2,73 % |

Према подацима о броју становника из 2011. године насеље је имало 2.530 становника.